# The Look
"The Look" là một bài hát của bộ đôi nhóm nhạc người Thụy Điển Roxette nằm trong album phòng thu thứ hai của họ, Look Sharp! (1988). Nó được phát hành như là đĩa đơn thứ tư trích từ album ở Pháp, Đức và Ý, cũng như thứ ba trên toàn cầu vào ngày 12 tháng 1 năm 1989 bởi EMI Records. Bài hát được viết lời bởi thành viên của nhóm Per Gessle, trong khi phần sản xuất được đảm nhiệm bởi Clarence Öfwerman, cộng tác viên quen thuộc xuyên suốt sự nghiệp của Roxette. "The Look" là một bản pop rock mang nội dung đề cập đến một người phụ nữ có vẻ ngoài xinh đẹp và thu hút, và cô luôn tự tin trong việc thu hút người khác và tìm kiếm một mối quan hệ tình cảm. Mặc dù đã gặt hái nhiều thành công lớn tại thị trường quê nhà Thụy Điển, nhóm chỉ thực sự gây được sự chú ý rộng rãi sau khi một sinh viên trao đổi người Mỹ tên Dean Cushman trở về từ Thụy Điển và yêu cầu một đài phát thanh địa phương phát bài hát.
Sau khi phát hành, "The Look" nhận được những phản ứng tích cực từ các nhà phê bình âm nhạc, trong đó họ đánh giá cao giai điệu bắt tai, chất giọng của giọng ca chính Marie Fredriksson và quá trình sản xuất nó, đồng thời gọi đây là điểm nhấn nổi bật từ Look Sharp!. Bài hát cũng tiếp nhận những thành công ngoài sức tưởng tượng về mặt thương mại với việc đứng đầu các bảng xếp hạng ở hơn 25 quốc gia, như Úc, Phần Lan, Đức, Ý, New Zealand, Na Uy, Tây Ban Nha và Thụy Sĩ, đồng thời lọt vào top 10 ở hầu hết những quốc gia nó xuất hiện, bao gồm vươn đến top 5 ở nhiều thị trường lớn như Áo, Bỉ, Canada và Hà Lan. Tại Hoa Kỳ, "The Look" thậm chí đã gặt hái thành công trước khi nhóm bắt đầu chiến dịch quảng bá tại đây, và sau đó đạt vị trí số một trên bảng xếp hạng Billboard Hot 100 trong một tuần, trở thành đĩa đơn quán quân đầu tiên của Roxette và khởi đầu cho một chuỗi những đĩa đơn thành công của họ tại đây.
Video ca nhạc cho "The Look" được đạo diễn bởi Peter Heath, trong đó bao gồm những cảnh Roxette hát trong một căn phòng u ám, xen kẽ với câu chuyện về một cô gái quyến rũ một người đàn ông nhưng sau đó phát hiện ra mình đã lọt vào bẫy của một nhóm người. Nó đã chiến thắng một hạng mục tại giải Video âm nhạc của MTV năm 1989 cho Lựa chọn của người xem quốc tế của MTV Châu Âu. Để quảng bá bài hát, nữ ca sĩ đã trình diễn "The Look" trên nhiều chương trình truyền hình và lễ trao giải lớn, bao gồm The Arsenio Hall Show, MTV Unplugged và Top of the Pops, cũng như trong nhiều chuyến lưu diễn của họ. Kể từ khi phát hành, nó đã xuất hiện trong nhiều tác phẩm điện ảnh và truyền hình, như Clueless, Cold Case, GLOW, Scream Queens và Star Stories, đồng thời nằm trong nhiều album tuyển tập của Roxette, như Don't Bore Us, Get to the Chorus! (1995), The Pop Hits (2003), A Collection of Roxette Hits: Their 20 Greatest Songs! (2006) và The Biggest Hits XXX (2014).

## Danh sách bài hát
Đĩa 7" tại châu Âu và Anh quốc
1. "The Look" – 3:56
2. "Silver Blue" (bản nháp) – 4:05

Đĩa 12" tại châu Âu và Anh quốc
1. "The Look" (Head-Drum phối) – 7:16
2. "The Look" – 3:56
3. "Silver Blue" (bản nháp) – 4:05

## Xếp hạng
| Bảng xếp hạng (1989)                | Vị trí cao nhất |
| ----------------------------------- | --------------- |
| Úc (ARIA)                           | 1               |
| Áo (Ö3 Austria Top 40)              | 2               |
| Bỉ (Ultratop 50 Flanders)           | 3               |
| Canada (RPM)                        | 2               |
| Đan Mạch (IFPI)                     | 1               |
| Châu Âu (European Hot 100 Singles)  | 1               |
| Phần Lan (Suomen virallinen lista)  | 1               |
| Pháp (SNEP)                         | 12              |
| Đức (Official German Charts)        | 1               |
| Ireland (IRMA)                      | 10              |
| Ý (FIMI)                            | 1               |
| Hà Lan (Dutch Top 40)               | 2               |
| Hà Lan (Single Top 100)             | 2               |
| New Zealand (Recorded Music NZ)     | 1               |
| Na Uy (VG-lista)                    | 1               |
| Tây Ban Nha (AFYVE)                 | 1               |
| Thụy Điển (Sverigetopplistan)       | 6               |
| Thụy Sĩ (Schweizer Hitparade)       | 1               |
| Anh Quốc (OCC)                      | 7               |
| Hoa Kỳ Billboard Hot 100            | 1               |
| Hoa Kỳ Dance Club Songs (Billboard) | 47              |

| Bảng xếp hạng (1989)              | Vị trí |
| --------------------------------- | ------ |
| Australia (ARIA)                  | 2      |
| Austria (Ö3 Austria Top 40)       | 2      |
| Belgium (Ultratop 50 Flanders)    | 24     |
| Canada (RPM)                      | 10     |
| Denmark (IFPI)                    | 3      |
| Europe (European Hot 100 Singles) | 5      |
| Germany (Official German Charts)  | 4      |
| Italy (FIMI)                      | 9      |
| Japan (Tokyo Hot 100)             | 10     |
| Netherlands (Dutch Top 40)        | 10     |
| Netherlands (Single Top 100)      | 43     |
| New Zealand (Recorded Music NZ)   | 2      |
| Switzerland (Schweizer Hitparade) | 2      |
| US Billboard Hot 100              | 17     |

| Bảng xếp hạng (1980–1989)   | Vị trí |
| --------------------------- | ------ |
| Austria (Ö3 Austria Top 40) | 17     |

## Chứng nhận
| Quốc gia | Chứng nhận | Số đơn vị/doanh số chứng nhận |
| --- | ---------- | ----------------------------- |
| Úc (ARIA) | Bạch kim   | 70.000^                       |
| Canada (Music Canada) | Vàng       | 50.000^                       |
| Đức (BVMI) | Vàng       | 250.000^                      |
| Thụy Điển (GLF) | Vàng       | 25.000^                       |
| Hoa Kỳ (RIAA) | Vàng       | 500.000^                      |
| * Chứng nhận dựa theo doanh số tiêu thụ. ^ Chứng nhận dựa theo doanh số nhập hàng. ‡ Chứng nhận dựa theo doanh số tiêu thụ và phát trực tuyến. |            |                               |